# Les Indians
Série Les Indians
Les Indians 2
(1994)
Pour plus de détails, voir Fiche technique et Distribution.
Les Indians ou Ligue Majeure au Québec (titre original : Major League) est un film américain réalisé par David S. Ward, sorti en 1989. 
Ce long métrage sur le baseball a fait l'objet de deux suites : Les Indians 2 (Major League II, 1994) et Les Indians 3 (Major League: Back to the Minors, 1998).

## Synopsis
Ancienne showgirl à Las Vegas, Rachel Phelps hérite du club de baseball des Indians de Cleveland au décès de son mari. Décidée à faire déménager la franchise à Miami, elle ordonne la mise en place d'une équipe tellement mauvaise que les spectateurs déserteront les tribunes. Une clause du contrat liant les Indians à la ville permet en effet à la franchise de quitter Cleveland dans ce cas. Une équipe de joueurs de second rang est donc alignée en compétition. 

## Les personnages principaux (entraîneur et joueurs)
00 - Willie Mays Hays Jr. N'ayant jamais joué au baseball, il se fait passer pour une recrue mais est mis dehors dès la première nuit. En pyjama, il prend de vitesse deux joueurs faisant un 100 mètres. Sa pointe de vitesse phénoménale convainc l'entraîneur Lou Brown de lui donner sa chance. Il deviendra l'un des meilleurs voleur de buts de la ligue. 
07 - Jake Taylor. Ancienne gloire des Red Sox de Boston, ses genoux en miettes lui valurent une mise en préretraite dans la ligue mexicaine. Rappelé par les Indians pour une dernière saison, il sera le capitaine de l'équipe et prendra sous sa protection Hays et Vaughn. C'est également le receveur de l'équipe.
10 - Eddie Harris. Chrétien pratiquant (un « reborn »), c'est un vieux lanceur d'expérience qui joue sa dernière saison, son bras fatigué n'étant plus assez vaillant. Sa foi se heurte à celle de Cerrano, il prendra même un bâton de baseball sur le crâne après avoir offensé Joboo, le dieu Vaudou.
13 - Pedro Cerrano - Réfugié religieux cubain, il pratique la religion vaudou et fait des offrandes de cigares, de rhum, d'œuf et de poulets vivants à Joboo pour désensorceler sa batte. Il prie aussi Jésus mais pas pour le baseball, estimant que le Christ ne s'intéresse pas aux balles courbes. D'une humeur massacrante, il possède une frappe de mule[Quoi ?] mais est très faible sur les balles peu rapides.
24 - Roger Dorn - Vieille star déclinante, il est le seul à ne pas s'apercevoir qu'il n'est plus que l'ombre du joueur qu'il a été. Richissime, il joue sa dernière saison sans trop de conviction avant de se ressaisir et de retrouver un temps son niveau passé. Il est très ami avec Harris, craint Cerrano, respecte Taylor et déteste Vaughn.
34 - Lou Brown - Entraîneur des Mud Hens de Toledo, une équipe des ligues mineures, ce vieux briscard[Quoi ?] se verra confier l'équipe des Indians. Il parviendra à mettre Dorn au pas, à faire rentrer Vaughn dans le moule, à transformer Hays et Cerrano en joueurs de grande classe et à faire gagner Cleveland.
99 - Rick « Wild Thing » Vaughn - Cet ancien espoir de Portland, au look punk, est libéré par les Indians d'une peine de prison pour vol de voiture. Il lance la balle à plus de 160 kilomètrespar heure mais connaît en début de saison de gros problèmes de visée. Brown, l'entraîneur, s'apercevra que Vaughn est tout simplement… myope ! Des lunettes transformeront le punk taulard en jeune star du baseball.

## Fiche technique
- Titre français : Les Indians
- Titre original : Major League
- Réalisation : David S. Ward
- Scénario : David S. Ward
- Photographie : Reynaldo Villalobos (en)
- Montage : Dennis M. Hill
- Musique : James Newton Howard
- Décors : Jeffrey Howard et Celeste Lee
- Costumes : Deborah Everton
- Producteurs : Mark Rosenberg, Chris Chesser & Irby Smith
- Sociétés de production : Mirage Enterprises (en) et Morgan Creek Productions
- Société de distribution : Paramount Pictures
- Budget : 11 000 000 $
- Pays de production :  États-Unis
- Langue : anglais
- Format : Couleur - 35 mm - 1.85:1 - son Dolby
- Genre : comédie sportive
- Durée : 107 minutes
- Dates de sortie :
  - États-Unis : 7 avril 1989
  - France : 8 novembre 1989

## Distribution
- Tom Berenger (VF : Philippe Ogouz) : Jake Taylor
- Charlie Sheen (VF : Patrick Poivey) : Rick « Wild Thing » Vaughn
- Corbin Bernsen (VF : Jean-Luc Kayser) : Roger Dorn
- James Gammon (VF : Henry Djanik) : Lou Brown
- Rene Russo : Lynn Wells
- Margaret Whitton (VF : Michelle Bardollet) : Rachel Phelps
- Wesley Snipes (VF : Luq Hamet) : Willie Mays Hayes
- Charles Cyphers (VF : Jacques Ferrière) : Charlie Donovan
- Chelcie Ross (VF : Michel Derain) : Eddie Harris
- Dennis Haysbert (VF : Med Hondo) : Pedro Cerrano
- Andy Romano (VF : Michel Vigné) : Pepper Leach
- Bob Uecker (VF : George Eddy) : Harry Doyle
- Steve Yeager : Duke Temple
- Peter Vuckovich (VF : Marc Alfos) : Clue Haywood
- Stacy Carroll : Suzanne Dorn
- Neil Flynn : Docker

## Production
Le tournage a lieu à Cleveland (notamment pour des plans extérieurs du Cleveland Stadium), à Milwaukee (Milwaukee County Stadium, aéroport international General Mitchell, Whitefish Bay), à Tucson dans l'Arizona, dans l'Illinois (Chicago et l'université Northwestern à Evanston, à New York (Yankee Stadium).

## Accueil

### Box office
Le film enregistre près de 50 millions de dollars de recettes aux États-Unis.

## Autour du film
En 1989, au moment de la sortie du film, la véritable équipe des Indians de Cleveland a une réputation d'équipe de perdants, qu'ils garderont jusque dans les années 1990 : en 1995, ils disputeront leur première Série mondiale depuis 1948.